# Nymphidium chione
Nymphidium chione är en fjärilsart som beskrevs av Bates 1867. Nymphidium chione ingår i släktet Nymphidium och familjen Riodinidae. Inga underarter finns listade i Catalogue of Life.